# 仁川国際空港公社UTM-03系電車
UTM-03系（UTM-03けい）は、仁川国際空港公社仁川空港磁気浮上鉄道用の通勤形電車車両である。
2016年から運用開始。

## 編成
2両1編成の通勤型電車で、4編成が在籍する。集電方法は議政府軽電鉄や釜山-金海軽電鉄などと同じように線路から電流を供給する第三軌条方式が採用された。無人運転であり、列車の前後の窓を介して風景を鑑賞することができるが、必要に応じて運転士が手動で運転できるようになっている。
プライバシー保護のため、宿泊施設に接近する場所では、シンガポールLRT、六甲ライナーの1000型のように、窓ガラスにスモークが自動的に掛かるようになっている。

## 沿革
- 2006年12月21日 : 建設交通部と韓国機械研究院が協約締結
- 2007年1月31日 : 韓国機械研究院 都市型磁気浮上列車の実用化事業団発足
- 2007年6月26日 : 仁川広域市に試験ルートを建設することを決定 (大田、大邱、光州、昌原市は、ルート候補から脱落)[1]
- 2009年12月 : 現代ロテムで製作していた試験車両が完成
- 2013年7月 : 列車名を ECOBEE (에코비)に決定[2][3]
- 2016年2月3日 : 仁川空港磁気浮上鉄道 開業

## 画像

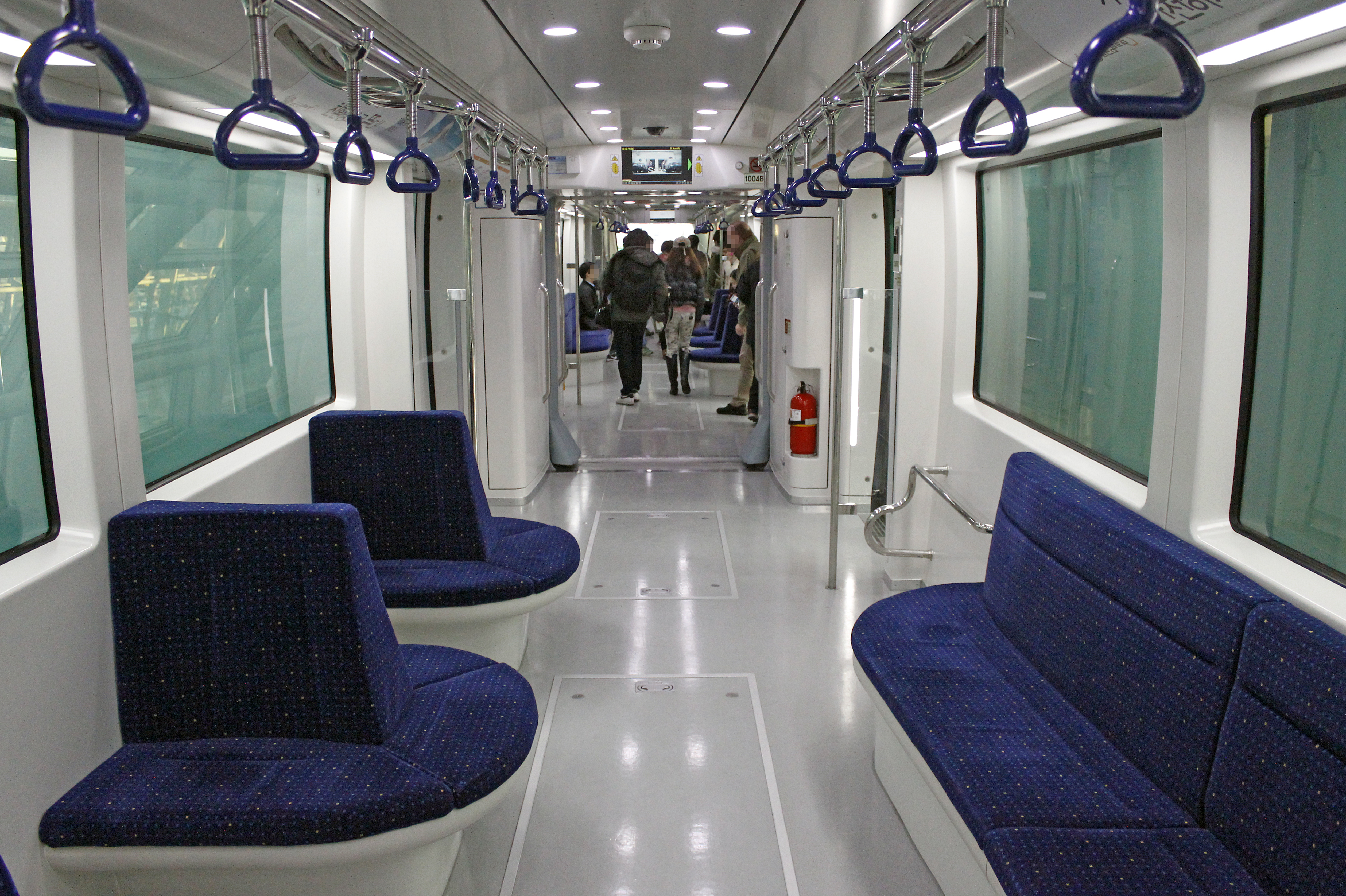
車内